# ژان-ژاک پره
ژان-ژاک پره (فرانسوی: Jean-Jacques Perrey‎؛ ‏ تلفظ فرانسوی: [pɛʁɛ]؛ ‏ ۲۰ ژانویهٔ ۱۹۲۹ – ۴ نوامبر ۲۰۱۶) آهنگساز، تنظیم، هنرهای نمایشی، موسیقی‌دان و تهیه‌کننده موسیقی اهل فرانسه بود. وی بین سال‌های ۱۹۵۱ تا ۲۰۱۴ میلادی فعالیت می‌کرد. وی یکی از پیشگامان موسیقی سبک الکترونیکا محسوب می‌شود و با همکاری گرشن کینگزلی یک گروه موسیقی الکترونیک بنیان نهادند که برخی از نخستین نمونه‌های موسیقی اجرا شده با سینث‌سایزر موگ را ارایه نمودند.
علاقه وی به موسیقی زمانی شروع شد که در سن ۴ سالگی یک آکوردئون به‌عنوان هدیهٔ شب کریسمسِ ۱۹۳۳ دریافت داشت. سپس نواختن پیانو را فرا گرفت و والدینش او را برای یادگیری بهتر موسیقی به یک کنسرواتوار موسیقی فرستادند، اما پس از مدتی کوتاه از آنجا اخراج شد، چرا که قوانین آن را مبنی بر عدم اجراهای موسیقی در اماکن عمومی زیر پا گذاشته بود. او در سنین کودکی و نوجوانی علاقهٔ فراوانی به کتاب‌های علمی-تخیلی به ویژه آثار آیزاک آسیموف، آلدوس هاکسلی، آرتور سی. کلارک و ری بردبری داشت و گاهی به عنوان نوازندهٔ آکاردئون کار می‌کرد. وی سپس به پاریس رفت و به‌مدت ۴ سال در آنجا در رشته پزشکی درس خواند اما علاقه‌اش به موسیقی الکترونیک سبب شد تا پزشکی را نیمه‌تمام رها کند و به موسیقی الکترونیک بپردازد.
او در سن ۸۷ سالگی بر اثر سرطان ریه درگذشت.